# Forever and a Day
Forever and a Day je píseň americké popové zpěvačky Kelly Rowland. Píseň pochází z jejího třetího studiového alba Kelly Rowland. Produkce se ujal producent Jonas Jeberg.

## Hitparáda
| Země           | Umístění |
| -------------- | -------- |
| Belgie         | 40       |
| Dánsko         | 22       |
| Slovensko      | 73       |
| Velká Británie | 49       |